# Thomas John Wood
Thomas John Wood (25 septembre 1823 à Munfordville, État du Kentucky et décédé le 26 février 1906  à Dayton, État de l'Ohio) fut un major-général de l'Union qui servit dans la guerre américano-mexicaine, puis comme général de l'armée de l'Union durant la guerre de Sécession.

## Avant la guerre
Thomas John Wood est diplômé de West Point en 1845. Il est breveté second lieutenant le 1{er} juillet 1845 dans le corps des ingénieurs topographes. Il est transféré au 2nd dragoons le 19 octobre 1846 et est promu second-lieutenant le 2 décembre 1846.
Il participe aux batailles de Palo Alto, de Monterrey et de Buena Vista lors de la guerre américano-mexicaine.  Il est breveté premier lieutenant pour bravoure et conduite méritoire lors de cette dernière bataille le 23 février 1847. Il devient aide de camp du général William Selby Harney.  
Il est promu premier lieutenant le 30 juin 1851. Il est responsable de l'intendance du 23 septembre 1848 au 1er juillet 1854. Il est promu capitaine le 3 mars 1855 dans le 1st cavalry.
Il sert au Kansas et participe à l'expédition en Utah sous le commandement du général Albert Sidney Johnston.
Il est promu commandant le 16 mars 1861 juste avant le début de la guerre de Sécession.

## Guerre de Sécession
Thomas John Wood est promu lieutenant-colonel le 9 mai 1861. Il est affecté au 4th cavalry le 3 août 1861. Il est nommé brigadier-général des volontaires le 11 octobre 1861 et commande une division lors des campagnes dans le Tennessee et le Mississippi. Il est promu colonel du 2nd cavalry le 12 novembre 1861. Il participe à la bataille de Shiloh et au siège de Corinth.
Il participe aux opérations en Alabama et au Tennessee, aux opérations du général Don Carlos Buell au Kentucky. Il participe aux opérations contre le général Braxton Bragg. Il est blessé lors de la bataille de Stones River alors qu'il commande la 1st division de l'aile gauche de l'armée de Cumberland (cf. Ordre de bataille lors de la bataille de Stones River).
Il participe à la bataille de Chickamauga et à celle de bataille de Mission Ridge. En octobre 1863, avec la création du IV corps, il prend le commandement de l'une des trois divisions du corps commandé par Gordon Granger. Il est alors engagé dans les opérations d'assistance de Knoxville et dans l'invasion de la Géorgie (États-Unis). Il est une nouvelle fois blessé lors de la bataille de Lovejoy's Station. Il participe aux batailles Franklin et de Nashville.
Il est breveté brigadier général le 13 mars 1865 pour bravoure et service méritant lors de la bataille de Chickamauga et major général le 13 mars 1865 pour les mêmes motifs lors de la bataille de Nashville. Il est promu major général des volontaires le 27 janvier 1865.

## Après la guerre
Thomas John Wood quitte le service actif des volontaires le 1er septembre 1866. Il prend sa retraite avec le grade de major général le 9 juin 1868 et avec celui de brigadier général le 3 mars 1871.